# Filippo Teodoro di Waldeck
Filippo Teodoro (Arolsen, 2 novembre 1614 – Korbach, 7 dicembre 1645) fu il conte regnante di Waldeck-Eisenberg dal 1640 fino alla sua morte.

## Vita
Era il figlio maggiore del conte Volrado IV di Waldeck-Eisenberg e di sua moglie Anna di Baden-Hachberg, erede della signoria di Cuylenburg negli attuale Paesi Bassi.  .
Dalle pretese ereditarie di sua madre, Filippo Teodoro ricevette le signorie di Kinsweiler, Engelsdorf, Frechen e Bachem nell'area di Eifel. Fece diversi viaggi in Francia e prestò servizio nell'esercito olandese per un lungo periodo.
Nel 1639, il conte Floris di Pallandt, detentore delle signorie di Cuylenburg, Werth, Pallandt e Wittem, morì. Filippo Teodoro ereditò questi possedimenti attraverso sua madre. Nel 1640, eredito il Waldeck-Eisenberg. Alternò la sua residenza tra il castello di Eisenberg e Culemborg. Combatté una battaglia legale protratta sulle pretese di sua madre nell'Eiffel. Alla fine, non li ottenne, ma dovette accettare un compenso monetario.
Nel 1639 a Culemborg, sposò la contessa Maria Maddalena (1622-1647), una figlia del conte Guglielmo di Nassau-Siegen in Hilchenbach. Da lei ebbe i seguenti figli:
- Amalia Caterina (8 agosto 1640 – 4 gennaio 1697), fu poeta e compositore

sposò il 26 dicembre 1664 Giorgio Luigi I, conte di Erbach-Erbach
- Enrico Volrado (28 marzo 1642 - 15 luglio 1664),

sposò il 27 gennaio 1660 la contessa Giuliana Elisabetta di Waldeck figlia di Filippo VII di Waldeck-Wildungen
- Fiorenzo Guglielmo (12 agosto 1643 - 30 agosto 1643)

## Ascendenza
|                                              |                                     |                                                | Genitori                                                       |  |  | Nonni |  |  | Bisnonni                              |  |  | Trisnonni                               |  |
|                                              |                                     |                                                |                                                                |  |  |       |  |  | Wolrad II, conte di Waldeck-Eisenberg |  |  | Philipp III, conte di Waldeck-Eisenberg |  |
|                                              |                                     |                                                |                                                                |  |  |       |  |  | Wolrad II, conte di Waldeck-Eisenberg |  |  | Philipp III, conte di Waldeck-Eisenberg |  |
|                                              |                                     | Adelheid von Hoya                              |                                                                |  |  |       |  |  | Wolrad II, conte di Waldeck-Eisenberg |  |  |                                         |  |
| Josias I, conte di Waldeck-Eisenberg         |                                     |                                                |                                                                |  |  |       |  |  | Wolrad II, conte di Waldeck-Eisenberg |  |  |                                         |  |
|                                              |                                     | Anastasia Günthera von Schwarzburg-Blankenburg | Heinrich XXXII, conte di Schwarzburg-Blankenburg               |  |  |       |  |  |                                       |  |  |                                         |  |
|                                              |                                     | Anastasia Günthera von Schwarzburg-Blankenburg | Heinrich XXXII, conte di Schwarzburg-Blankenburg               |  |  |       |  |  |                                       |  |  |                                         |  |
|                                              |                                     | Anastasia Günthera von Schwarzburg-Blankenburg | Katharina von Henneberg                                        |  |  |       |  |  |                                       |  |  |                                         |  |
| Wolrad IV, conte di Waldeck-Eisenberg        |                                     | Anastasia Günthera von Schwarzburg-Blankenburg |                                                                |  |  |       |  |  |                                       |  |  |                                         |  |
|                                              |                                     | Albrecht X, conte di Barby-Mühlingen           | Wolfgang I, conte di Barby-Mühlingen                           |  |  |       |  |  |                                       |  |  |                                         |  |
|                                              |                                     | Albrecht X, conte di Barby-Mühlingen           | Wolfgang I, conte di Barby-Mühlingen                           |  |  |       |  |  |                                       |  |  |                                         |  |
|                                              |                                     | Albrecht X, conte di Barby-Mühlingen           | Agnes von Mansfeld                                             |  |  |       |  |  |                                       |  |  |                                         |  |
| Marie von Barby-Mühlingen                    |                                     | Albrecht X, conte di Barby-Mühlingen           |                                                                |  |  |       |  |  |                                       |  |  |                                         |  |
|                                              |                                     | Marie von Anhalt-Zerbst                        | Johann IV, principe di Anhalt-Zerbst                           |  |  |       |  |  |                                       |  |  |                                         |  |
|                                              |                                     | Marie von Anhalt-Zerbst                        | Johann IV, principe di Anhalt-Zerbst                           |  |  |       |  |  |                                       |  |  |                                         |  |
|                                              |                                     | Marie von Anhalt-Zerbst                        | Margareta von Brandenburg                                      |  |  |       |  |  |                                       |  |  |                                         |  |
| Philipp Dietrich, conte di Waldeck-Eisenberg |                                     | Marie von Anhalt-Zerbst                        |                                                                |  |  |       |  |  |                                       |  |  |                                         |  |
|                                              | Karl II, margravio di Baden-Durlach | Ernst, margravio di Baden-Durlach              |                                                                |  |  |       |  |  |                                       |  |  |                                         |  |
|                                              | Karl II, margravio di Baden-Durlach | Ernst, margravio di Baden-Durlach              |                                                                |  |  |       |  |  |                                       |  |  |                                         |  |
|                                              | Karl II, margravio di Baden-Durlach | Ursula von Rosenfeld                           |                                                                |  |  |       |  |  |                                       |  |  |                                         |  |
| Jakob III, margravio di Baden-Hachberg       | Karl II, margravio di Baden-Durlach |                                                |                                                                |  |  |       |  |  |                                       |  |  |                                         |  |
|                                              |                                     | Anna von Pfalz-Veldenz                         | Ruprecht, conte del Palatinato-Veldenz                         |  |  |       |  |  |                                       |  |  |                                         |  |
|                                              |                                     | Anna von Pfalz-Veldenz                         | Ruprecht, conte del Palatinato-Veldenz                         |  |  |       |  |  |                                       |  |  |                                         |  |
|                                              |                                     | Anna von Pfalz-Veldenz                         | Ursula zu Salm-Kyrburg                                         |  |  |       |  |  |                                       |  |  |                                         |  |
| Anna von Baden-Hachberg                      |                                     | Anna von Pfalz-Veldenz                         |                                                                |  |  |       |  |  |                                       |  |  |                                         |  |
|                                              |                                     | Floris I van Pallant, conte di Culemborg       | Erhard van Pallant, signore di Kinzweiler, Wildenburg, Witthem |  |  |       |  |  |                                       |  |  |                                         |  |
|                                              |                                     | Floris I van Pallant, conte di Culemborg       | Erhard van Pallant, signore di Kinzweiler, Wildenburg, Witthem |  |  |       |  |  |                                       |  |  |                                         |  |
|                                              |                                     | Floris I van Pallant, conte di Culemborg       | Marguerite de Lalaing                                          |  |  |       |  |  |                                       |  |  |                                         |  |
| Elisabeth van Pallandt-Culemborg             |                                     | Floris I van Pallant, conte di Culemborg       |                                                                |  |  |       |  |  |                                       |  |  |                                         |  |
|                                              |                                     | Elisabeth von Manderscheid-Virneburg           | Franz, conte di Manderscheid-Virneburg                         |  |  |       |  |  |                                       |  |  |                                         |  |
|                                              |                                     | Elisabeth von Manderscheid-Virneburg           | Franz, conte di Manderscheid-Virneburg                         |  |  |       |  |  |                                       |  |  |                                         |  |
|                                              |                                     | Elisabeth von Manderscheid-Virneburg           | Anna von Isenburg-Neumagen                                     |  |  |       |  |  |                                       |  |  |                                         |  |
|                                              |                                     | Elisabeth von Manderscheid-Virneburg           |                                                                |  |  |       |  |  |                                       |  |  |                                         |  |